# Wake-szigeti guvat
A wake-szigeti guvat (Gallirallus wakensis) a madarak osztályának darualakúak (Gruiformes) rendjébe és a guvatfélék (Rallidae) családjába tartozó mára kihalt faj.

## Előfordulása
A Csendes-óceán északi részén, Honolulu és Guam között található, az Amerikai Egyesült Államokhoz tartozó Wake-szigetén volt honos. A természetes élőhelye szubtrópusi vagy trópusi síkvidéki száraz cserjések.

## Kihalása
A második világháborúig nem számított ritkának, de feltehetően megette a kihalás szélére került éhező japán helyőrség, 1942 és 1945 között.